# Куприно (Клепиковский район)
Куприно — опустевшая деревня в Клепиковском районе Рязанской области. Входит в состав Бусаевского сельского поселения.

## География
Находится в северной части Рязанской области на расстоянии приблизительно 16 км на юго-восток по прямой от районного центра города Спас-Клепики

## История
В 1859 году здесь (тогда деревня Рязанского уезда Рязанской губернии) было учтено 7 дворов, в 1897 — 15.

## Население
Численность населения: 52 человека (1859 год), 117 (1897), 1 в 2002 году (русские 100 %), 0 в 2010.